# Den sjunde vågen (musikalbum)
Den sjunde vågen är ett studioalbum från februari 1986 av den svenska popsångerskan Marie Fredriksson. Albumet ingick i en återutgivning 2002 på CD i boxen Kärlekens guld, då på skivmärket Capitol.

## Låtlista

### LP/MK
Sida A
1. Värdighet - (Lindbom/Fredriksson) - 4:00
2. För dom som älskar - (Ulf Lundell) - 6:12
3. Silver i din hand - (Lindbom/Fredriksson) - 3:12
4. När du såg på mej - (Lindbom/Fredriksson) - 4:50
5. Mot okända hav - (Ulf Schagerström) 3:44

Sida B
1. Den bästa dagen - (Lindbom/Fredriksson/Niklas Strömstedt) - 5:17
2. Tro på mej - (Lindbom/Fredriksson) - 3:37
3. En känsla av regn - (Lindbom/Niklas Strömstedt) - 4:00
4. Den sjunde vågen - (Lindbom/Fredriksson) - 6:21
5. Ett hus vid havet - (Lindbom/Fredriksson) - 1:21

### CD
1. Värdighet - (Lindbom/Fredriksson) - 4:00
2. För dom som älskar - (Ulf Lundell) - 6:12
3. Silver i din hand - (Lindbom/Fredriksson) - 3:12
4. När du såg på mej - (Lindbom/Fredriksson) - 4:50
5. Mot okända hav - (Ulf Schagerström) 3:44
6. Den bästa dagen - (Lindbom/Fredriksson/Niklas Strömstedt) - 5:17
7. Tro på mej - (Lindbom/Fredriksson) - 3:37
8. En känsla av regn - (Lindbom/Niklas Strömstedt) - 4:00
9. Den sjunde vågen - (Lindbom/Fredriksson) - 6:21
10. Ett hus vid havet - (Lindbom/Fredriksson) - 1:21
11. Helig man - (Lindbom/Fredriksson) - 4:03 [Bonusspår på CD-utgåvan, B-Sida på Den Bästa dagen]
12. Skyll på mej - (Pelle Andersson) - 4:55 [Bonusspår på CD-utgåvan, B-Sida på Silver I Din Hand]
13. Det finns mycket man inte känner till - (Lindbom/Fredriksson) - 3:52 [Bonusspår på CD-utgåvan som ingick i samlingsboxen Kärlekens guld 2002] (Outtake från albumet, Spelades senare in som singel med Anna Book 1988)

## Medverkande
- Bas, Percussion – Ricky Johansson
- Trummor, Synthesizer – Pelle Andersson
- Gitarr – Nane Kvillsäter, Staffan Astner
- Synthesizer, Piano – Leif Larson
- Saxofon (på låt 2) – Reg Ward
- Sång (på låt 4) – Lasse Lindbom
- Körsång (på låt 6) – Mikael Rickfors, Tommy Nilsson, Tove Naess, Basse Wickman, Marianne Flynner
- Gitarr, Synthesizer (på låt 7) – Henrik Janson[3]

## Listplaceringar
| Lista (1986) | Topplacering |
| ------------ | ------------ |
| Sverige      | 6            |